# Hayashi Utako
Pour les articles homonymes, voir Hayashi.
Hayashi Utako est un nom japonais traditionnel ; le nom de famille (ou le nom d'école), Hayashi, précède donc le prénom (ou le nom d'artiste).
Hayashi Utako (林歌子, 11 janvier 1865 – 24 mars 1946) est une enseignante et travailleuse sociale japonaise. En tant que leader du chapitre d'Osaka de la Woman's Christian Temperance Union, elle monte des campagnes contre les magasins vendant de l'alcool en 1909, 1912 et 1916. Elle est également active dans le mouvement féminin pour la paix.

## Jeunesse
Hayashi est née à Ōno, Fukui, fille d'un samouraï. Elle suit une formation d'enseignante et se converti au christianisme en 1887, influencée par la prédication de l'évêque anglican de Tokyo, Channing Moore Williams (en),,.

## Carrière

### Enseignement
Hayashi enseigne à l'école épiscopale de filles de Tokyo dans sa jeunesse. Elle enseigne également le japonais à des missionnaires étrangers. Elle devient directrice de l'orphelinat d'Osaka Hakuaisha à partir de 1896, célèbre pour son dévouement à nourrir les enfants de l'orphelinat.

### Militantisme pour la tempérance
Hayashi est présidente de la branche d'Osaka de la Woman's Christian Temperance Union (WCTU) dès sa fondation en 1899. En 1907, elle ouvre le Foyer des femmes d'Osaka, destiné à héberger les travailleuses de la ville. Elle mène des campagnes contre l'alcool et la prostitution dans le quartier de Sonezaki à Osaka en 1909, et d'autres campagnes en 1912 et 1916. En 1922, elle et Kubushiro Ochimi assistent à la convention mondiale de la WCTU à Philadelphie, en Pennsylvanie. « Après Mme Yajima, la plus grande femme du mouvement anti-vice est Mlle Utako Hayashi », explique un écrivain américain en 1923. Un autre visiteur américain la surnomme la « Frances Willard du Japon ».

### Militante pour la paix
Hayashi participe à la cinquième Conférence sur les causes et les remèdes de la guerre, tenue à Washington en janvier 1930, et à la Conférence navale de Londres le mois suivant, au sein de la délégation conduite par Yajima Kajiko. Elle et Tsuneko Gauntlett présentent une pétition au Premier ministre britannique Ramsay MacDonald, au nom de l'Association des femmes pour la paix du Japon. « Nous devons non seulement devenir des mères qui prennent soin de nos propres enfants », déclare-t-elle, « mais aussi des mères qui prennent soin des enfants du monde, des épouses, des sœurs aînées et cadettes. Et nous devons reconnaître que la seconde restauration doit être menée par les femmes. ».
Jusqu'en 1945, elle est encore citée comme présidente de la WCTU japonaise et de la Ligue des femmes chrétiennes du Japon.

## Vie personnelle
Hayashi se marie et divorce lorsqu'elle est jeune,. Kanno Sugako décrit Hayashi comme sa « mère spirituelle ». Hayashi décède en 1946, à l'âge de 81 ans, dans une maison de retraite à Osaka,.